# رامز خليل سركيس
رامز خليل سركيس (9 مارس 1889 - 12 أكتوبر 1955) سياسي لبناني نائب ووزير ونقيب الصحفيين، ومدير جريدة لسان الحال والمطبعة الأدبية في بيروت، اللتين أسسهما والدهُ خليل خطار سركيس. جدُّهُ لأمِّه المعلِّم بطرس البستاني. وابنه الأديب الصحفي خليل رامز سركيس.

## سيرته
وُلد في قرية عبيه التابعة لقضاء عاليه بتاريخ 9 مارس (آذار) 1889. تلقى دراسته في مدرسة البروسيا في بيروت، وفي المدرسة البطريركية، ثمُ في الجامعة الأمريكية في بيروت. عمل مع والده في جريدة لسان الحال والمطبعة الأدبية. 
انتخُب في عام 1913 عضوًا وممثلًا عن الطائفة الإنجيلية في جمعية بيروت للإصلاح، وعُين مترجمًا في قنصلية ألمانيا في بيروت عام 1914، وكان قد انتخب عدة مرات نقيبًا للصحافة. انتخب نائبًا عن بيروت في دورة عام 1951، وعضوًا في عدة لجانٍ نيابية. عيّن وزيرًا للتربية والفنون عام 1941 في حكومة الرئيس أحمد الداعوق. رأسَ الجمعية الخيرية الإنجيلية ثلاثين سنة، وأحدث أسبوع الثقافة، وأقرَّ عيد الأم رسميًّا.
زوجته روز عبد المسيح، وله منها 3 أولاد، وهم: خليل، وليلى، وهيلن. برز منهم ابنه الأديب الصحفي خليل رامز سركيس (1921- 2017).

## وفاته
توفي رامز خليل سركيس في 12 أكتوبر (تشرين الأول) 1955م.